# Иброу, Салим Алийоу
Салим Алийоу Иброу (сомал. Saalim Caliyoow Ibroow, араб. سالم علييوو ايبرو‎; род. XX век, Сомали) — сомалийский государственный и политический деятель. Некоторое время занимал пост исполняющего обязанности премьер-министра Сомали в 2007 году. С января по октябрь 2014 года Иброу был также министром окружающей среды и животноводства. Действующий министр юстиции и конституционных дел Сомали.

## Биография
Происходит из клана на юге Сомали. Окончил ветеринарную медицину в Италии. Во время правления президента Мохамеда Сиада Барре Иброу читал лекции в Университете Могадишо.

### Карьера
С 29 октября по 24 ноября 2007 года после отставки премьер-министра Али Мохамеда Геди Салим Алийоу Иброу занимал пост временного премьер-министра Переходного федерального правительства Сомали. До этого с ноября 2004 года Иброу был заместителем премьер-министра Геди. Политика несколько раз меняли на разных постах из-за многочисленных перестановок в совете министров. Так, его ставили министром финансов (2004—2006), животноводства (2006—2017), культуры и высшего образования (с февраля 2007 года).
Иброу был одним из депутатов, претендующих на пост спикера парламента после отставки Шарифа Хасана Шейха Адана в январе 2007 года. Был национальным комиссаром по делам ЮНЕСКО в Сомали. 
22 ноября 2007 года президент Сомали Абдуллахи Юсуф Ахмед назначил нового главу правительства Нура Хасана Хусейна, который вступил в должность после принесения присяги 24 ноября 2007 года. Иброу был назначен министром юстиции и по делам религий.

#### Министр окружающей среды и животноводства
17 января 2014 года премьер-министр Сомали Абдивели Шейх Ахмед назначил Иброу министром окружающей среды и животноводства (министром ветеринарии и животноводства). 

#### Министр юстиции и конституционных дел
25 октября 2014 года после перестановок в кабинете министров срок Иброу на посту министра ветеринарии и животноводства закончился. Его сменил на должности бывший министр юстиции и конституционных дел Сомали Фарах Шейх Абдулкадир Мохамед.